# Guldborgsundtunnelen
Guldborgsundtunnelen er en firesporet sænketunnel, med en længde på 460 meter, under Guldborg Sund til vejtrafik mellem Lolland og Falster. Tunnelen udgør en vigtig forbindelse på Sydmotorvejen (Europavej E47) og har siden åbningen d. 7. juni 1988 aflastet især Guldborgbroen beliggende få kilometer længere mod nord.
Oprindelig blev tunnelen og tilstødende vejanlæg pga. besparelser anlagt som en tosporet motortrafikvej, som forholdsvis let kunne udvides til en firesporet motorvej. Væksten i trafikken har med tiden nødvendiggjort udvidelsen for at kunne opretholde forbindelsens serviceniveau og undgå, at Guldborg Sund lige som i tiden før tunnelen er en flaskehals. Udvidelsen fra motortrafikvej til motorvej blev indviet d. 2. november 2007.
Den maksimalt tilladte hastighed gennem tunnelen er 90 km/h pga. manglende nødspor. Den generelle hastighedsgrænse på Sydmotorvejen syd for Farøbroerne er 110 km/h.

## Ulykken den 17. oktober 2001
Tunnellen dannede den 17. oktober 2001 ramme om en voldsom ulykke, hvor et stort antal køretøjer var involveret i et harmonikasammenstød ved det nordgående rørs munding. Fire personer døde inden de blev reddet ud, et tilsvarende antal blev hårdt kvæstede. En femte person døde af sine kvæstelser dagen efter på Centralsygehuset i Nykøbing Falster.
Ifølge beredskabschef Henrik Nielsen fra Nørre Alslev-Stubbekøbing Redningsberedskab kørte en roetransport forrest i den kolonne af køretøjer, der var involveret i ulykken. På vej ud af tunnelen satte roetransporten, formentlig på grund af tæt tåge, farten voldsomt ned. Herefter kørte en bagvedkørende lastbil op i roetransporten, en grisetransport ramte lastbilen, og yderligere ni personbiler fulgte. Grisetransporten og personbilerne brød i brand ved sammenstødet. Føreren af grisetransporten og to andre brændte ihjel.